# The Crown (1.ª temporada)
A primeira temporada de The Crown segue a vida da Rainha Elizabeth II, mas precisamente no inicio de seu reinado e casamento com o Philip, Duque de Edimburgo. Consiste em dez episódios e foi lançada na Netflix em 4 de novembro de 2016.
Claire Foy estrela como Elizabeth, junto com os membros do elenco principal Matt Smith, Vanessa Kirby, Eileen Atkins, Jeremy Northam, Victoria Hamilton, Ben Miles, Greg Wise, Jared Harris, John Lithgow, Alex Jennings e Lia Williams .

## Sinopse
The Crown traça a vida da Rainha Elizabeth II desde seu casamento em 1947 até os dias atuais. A primeira temporada, em que Claire Foy interpreta a rainha no início de seu reinado, retrata eventos até 1955, com Winston Churchill renunciando ao cargo de primeiro-ministro e a irmã da rainha, a princesa Margaret, decidindo não se casar com Peter Townsend .

## Elenco

### Principal
- Claire Foy como Princesa Elizabeth e mais tarde Rainha Elizabeth II[3]
- Matt Smith como Philip, Duque de Edimburgo, marido de Elizabeth II
- Vanessa Kirby como Princesa Margaret, a irmã mais nova da rainha.
- Eileen Atkins como a Rainha Mary, a avó da Rainha Elizabeth II.
- Jeremy Northam como Anthony Eden, político conservador que almeja um dia ser primeiro ministro
- Victoria Hamilton como Rainha Elizabeth, A Rainha-Mãe, a mãe da rainha
- Ben Miles como capitão do grupo Peter Townsend, namorado e depois noivo da Princesa Margareth[4]
- Greg Wise como Louis Mountbatten, 1º Conde Mountbatten da Birmânia, tio de Philip, Duque de Edimburgo
- Jared Harris como o Rei George VI, o pai de Elizabeth II
- John Lithgow como Winston Churchill, o primeiro ministro
- Alex Jennings como o Duque de Windsor, ex-rei Edward VIII, tio de Elizabeth II[5]
- Lia Williams como Wallis, Duquesa de Windsor, esposa do Duque de Windsor, tia da rainha

#### Participação especial
Os atores abaixo são creditados nos títulos de abertura de um único episódio no qual eles desempenham um papel significativo.
- Stephen Dillane como Graham Sutherland, pintor inglês

### Recorrente
- Billy Jenkins como Príncipe Charles criança (6 episódios)
- Grace e Amelia Gilmour como Princesa Anne criança[6] (não creditada)
- Clive Francis como Lorde Salisbury, político inglês (7 episódios)
- Pip Torrens como Tommy Lascelles (9 episódios)
- Harry Hadden-Paton como Martin Charteris (6 episódios)
- Daniel Ings como Michael Parker (6 episódios)
- Lizzy McInnerny como Margaret "Bobo" MacDonald (8 episódios)
- Patrick Ryecart como o Duque de Norfolk (3 episódios)
- Will Keen como Michael Adeane (6 episódios)
- James Laurenson como Doutor Weir (3 episódios)
- Mark Tandy como Cecil Beaton, fotografo e figurinista britânico(2 episódios)
- Harriet Walter como Clementine Churchill, esposa do primeiro-ministro[7] (6 episódios)
- Nicholas Rowe como Jock Colville[8] (9 episódios)
- Simon Chandler como Clement Attlee, ex-primeiro ministro, político de oposição a Churchil (5 episódios)
- Kate Phillips como Venetia Scott (3 episódios)
- Ronald Pickup como Geoffrey Fisher, Arcebispo da Cantuária (4 episódios)
- Nigel Cooke como Harry Crookshank (4 episódios)
- Patrick Drury como the Lorde Chamberlain (5 episódios)
- John Woodvine como o Cyril Garbett, Arcebispo de York (4 episódios)
- Rosalind Knight como Princesa Alice de Battenberg, mãe de Philip, Duque de Edimburgo (2 episódios)
- Andy Sanderson como Príncipe Henry, Duque de Gloucester[8] (6 episódios)
- Michael Culkin como Rab Butler (3 episódios)
- George Asprey como Walter Monckton (3 episódios)
- Verity Russell como Princesa Elizabeth criança (4 episódios)
- Beau Gadsdon como Princesa Margaret criança (3 episódios)
- James Hillier como Equerry (6 episódios)
- Jo Stone-Fewings como Collins (2 episódios)
- Anna Madeley como Clarissa Eden (3 episódios)
- Tony Guilfoyle como Michael Ramsey, Bispo de Durham (2 episódios)
- Nick Hendrix como Billy Wallace (2 episódios)
- Josh Taylor como Johnny Dalkeith (2 episódios)
- David Shields como Colin Tennant[9] (2 episódios)
- Paul Thornley como Bill Mattheson (2 episódios)

### Convidado
Os atores listados aparecem em apenas um episódio na temporada.
- Michael Bertenshaw como Piers Legh, Mestre de Household
- Julius D'Silva como Baron Nahum
- Jo Herbert como Mary Charteris
- Richard Clifford como Norman Hartnell
- Joseph Kloska como Porchey
- Amir Boutrous como Gamal Abdel Nasser
- Abigail Parmenter como Judy Montagu

## Episódios
| N.º na série | N.º na temp. | Título                                            | Dirigido por   | Escrito por  | Lançamento            |
| --- | ------------ | ------------------------------------------------- | -------------- | ------------ | --------------------- |
| 1 | 1            | "Wolferton Splash" "(Respingo de Wolferton)" (BR) | Stephen Daldry | Peter Morgan | 4 de novembro de 2016 |
| Em 1947, o príncipe Philip renuncia aos seus títulos reais e a todas as relações externas para se casar com a princesa Elizabeth, a presumível herdeira do rei George VI. O casal tem dois filhos, Charles e Anne, que moram em Malta, onde Philip é tenente da Marinha Real. Em 1951, eles retornam a Londres, quando George VI é submetido a uma cirurgia pulmonar. Logo depois, ele descobre que tem meses de vida devido a um tumor maligno em seu pulmão remanescente. Sabendo que tem pouquíssimo tempo com a família e que em breve Elizabeth será rainha, George VI orienta Philip da melhor maneira para auxiliar sua esposa nos desafios que eles terão que enfrentar. Enquanto isso, Winston Churchill é reeleito primeiro-ministro após seis anos fora do governo. |              |                                                   |                |              |                       |
| 2 | 2            | "Hyde Park Corner"                                | Stephen Daldry | Peter Morgan | 4 de novembro de 2016 |
| Devido à doença contínua do Rei George VI, Elizabeth e Philip visitam a Comunidade das Nações em seu lugar. Enquanto o casal estava no Quênia em um safári, George VI foi encontrado morto em sua cama. Sua morte assola sua esposa Elizabeth Bowes-Lyon, sua mãe Maria de Teck e a irmã de Elizabeth, a princesa Margaret. No mato africano, Elizabeth está inacessível e o evento é transmitido por rádios mundiais, antes que ela seja informada. Felipe dá a notícia à esposa, que retorna ao Reino Unido para se juntar à família. |              |                                                   |                |              |                       |
| 3 | 3            | "Windsor"                                         | Philip Martin  | Peter Morgan | 4 de novembro de 2016 |
| Por meio de flashbacks, a abdicação do Rei Edward VIII é explorada. Em 1952, Edward, agora conhecido pelo título de Duque de Windsor, retorna ao Reino Unido para o funeral de seu irmão. Há uma animosidade profunda entre o duque, sua mãe, a rainha Mary, e sua cunhada, Elizabeth, a rainha-mãe, a quem apelidou de "Cookie", em suas cartas para sua esposa Wallis Simpson. Elizabeth se encontra com Churchill e discute duas das demandas de Philip: primeiro, a família mantém o nome Mountbatten e, segundo, eles continuam a viver na Clarence House em vez de se mudarem para o Palácio de Buckingham. Churchill reluta em se submeter a quaisquer ações judiciais. Um discurso do conselho de seu tio Edward convence Elizabeth a desistir das petições. Churchill também atrasa a coroação de Elizabeth em mais de um ano, o que Elizabeth vê como uma maneira de Churchill garantir seu próprio poder contra seu partido, que o considera velho demais para ser primeiro-ministro.                                   |              |                                                   |                |              |                       |
| 4 | 4            | "Act of God" "(Ato de Deus)" (BR)                 | Julian Jarrold | Peter Morgan | 4 de novembro de 2016 |
| Em dezembro de 1952, uma grande nevoa se forma sobre Londres, reduzindo a visibilidade e matando milhares ao mesmo tempo que hospitaliza outros milhares. Os conselheiros de Elizabeth pressionam-na a pedir a Churchill, que se refere ao evento como um "ato de Deus", que renuncie. Embora inicialmente relutante em fazê-lo, Elizabeth o convoca para uma audiência privada depois que ele é atacado por se recusar a discutir a poluição em uma reunião de gabinete. Antes da audiência, Churchill descobre que sua secretária foi morta após ser atropelada por um ônibus de dois andares. Posteriormente, ele fez um discurso prometendo uma abordagem de longo prazo para prevenir a poluição futura. Tanto o discurso quanto o súbito desaparecimento da poluição levaram Elizabeth a mudar de ideia no momento em que Churchill chega ao Palácio de Buckingham. Philip, por sua vez, recebe aulas de vôo do Capitão de Grupo da Royal Air Force Peter Townsend, que mantém um relacionamento secreto com Margaret.       |              |                                                   |                |              |                       |
| 5 | 5            | "Smoke and Mirrors" "(Fumaça e Espelhos)" (BR)    | Philip Martin  | Peter Morgan | 4 de novembro de 2016 |
| Ao visitar Londres para passar um tempo com a Rainha Mary doente, Edward entra em conflito com o secretário privado Tommy Lascelles depois de saber que ele e Wallis não foram convidados para comparecer à coroação de Elizabeth. Elizabeth, por sua vez, lamenta sua decisão de colocar Philip no comando dos preparativos depois que ele a incomoda com um pedido para que ele não se ajoelhe para prestar homenagem quando ela for coroada e irrita o comitê, insistindo para que transmitam o evento pela televisão. Em 2 de junho de 1953, Elizabeth é coroada na Abadia de Westminster, enquanto Edward e Wallis assistem à cobertura de sua villa em Paris e zombam dela maldosamente. |              |                                                   |                |              |                       |
| 6 | 6            | "Gelignite" "(Explosivo)" (BR)                    | Julian Jarrold | Peter Morgan | 4 de novembro de 2016 |
| Quando Margaret e Townsend pedem permissão para se casar, Elizabeth promete seu apoio enquanto Lascelles e a Rainha Mãe aconselham contra isso. Um jornal publica um artigo sobre o relacionamento e, depois de saber que a Lei de Casamentos Reais de 1772 proíbe Margaret de se casar sem permissão até completar 25 anos, Elizabeth muda de ideia. Algum tempo depois, Elizabeth e Philip levam Townsend, que deve ser enviado a Bruxelas, em uma viagem à Irlanda do Norte, mas sua popularidade repentina faz com que Lascelles recomende que ele seja destacado antes do prometido. |              |                                                   |                |              |                       |
| 7 | 7            | "Scientia Potentia Est"                           | Benjamin Caron | Peter Morgan | 4 de novembro de 2016 |
| Em agosto de 1953, depois de descobrir que a União Soviética testou sua primeira arma termonuclear, Churchill pede uma cúpula internacional com o presidente americano Dwight D. Eisenhower. No último minuto, Churchill sofre um derrame, que inibe sua capacidade de governar e faz com que Lorde Salisbury mantenha sua doença em segredo. Enquanto isso, Elizabeth pondera se vai substituir Lascelles, que se aposentará, pelo deputado sênior Michael Adeane ou pela escolha preferida de Martin Charteris. Percebendo que não recebeu uma educação adequada ao crescer como princesa, ela mais tarde contrata um professor particular para melhorar seus estudos, o que a ajuda a ganhar coragem para reprimir Churchill e Salisbury depois de aprender sobre seu engano. |              |                                                   |                |              |                       |
| 8 | 8            | "Pride & Joy" "(Orgulho & Alegria)" (BR)          | Philip Martin  | Peter Morgan | 4 de novembro de 2016 |
| Com Elizabeth e Philip viajando pela Comunidade, Margaret assume mais compromissos reais enquanto a Rainha Mãe viaja para a Escócia para refletir sobre sua nova posição e acaba comprando um castelo. Philip fica frustrado por Elizabeth usá-lo como objeto de apoio, resultando em um confronto acalorado que é registrado por fotógrafos. Enquanto Elizabeth convence os fotógrafos a desistir da gravação, ela e Philip continuam incapazes de resolver sua discussão. Churchill visita Margaret e se recusa a deixá-la continuar a assumir compromissos reais, afirmando que o povo britânico não quer alguém com paixão ou personalidade. |              |                                                   |                |              |                       |
| 9 | 9            | "Assassins" "(Assassinos)" (BR)                   | Benjamin Caron | Peter Morgan | 4 de novembro de 2016 |
| Philip começa a passar mais tempo longe do Palácio de Buckingham, enquanto Elizabeth começa a passar um tempo com seu gerente de corridas de cavalos e amigo de longa data, Lord "Porchey" Porchester. A tensão aumenta depois que Elizabeth ordena que uma linha direta seja colocada em Porchey, resultando em outra discussão acalorada. Elizabeth mais tarde diz a Philip que ele é o único homem que ela amou, levando-o a articular um pedido de desculpas depois que ela fez um discurso no jantar do octogésimo aniversário de Churchill. Churchill, enquanto isso, se encontra com o artista contemporâneo Graham Sutherland depois que o Parlamento o encomenda para pintar um retrato de aniversário. Ao receber o retrato, Churchill confronta Sutherland sobre sua precisão, eventualmente admitindo sua dor com o que o envelhecimento fez com ele. Churchill mais tarde se demite e pede que Eden o substitua como primeiro-ministro, enquanto Clementine, esposa de Churchil, ordena que o retrato seja destruído. |              |                                                   |                |              |                       |
| 10 | 10           | "Gloriana"                                        | Philip Martin  | Peter Morgan | 4 de novembro de 2016 |
| Em 1955, Elizabeth se encontra dividida quando o país fica dividido sobre o relacionamento de Margaret com Townsend, com a aprovação do público e a desaprovação de funcionários do Parlamento e da Igreja. Enquanto Elizabeth tenta dissuadir Margaret do relacionamento, a Rainha-mãe reclama da atitude dominadora de Philip em relação a Charles. Por sugestão de Lascelles e da Rainha-Mãe, Elizabeth pede a Philip para abrir as Olimpíadas de Verão em Melbourne para que ele possa se ajustar à vida em sua sombra. Uma viagem real de cinco meses é posteriormente adicionada ao itinerário, com Elizabeth sugerindo que ele seja grato a todos por ajudá-la a encontrar um cargo público. Eden, entretanto, substitui Churchill como primeiro-ministro e fica preso em uma disputa crescente com o presidente egípcio Gamal Abdel Nasser sobre os direitos do Canal de Suez. |              |                                                   |                |              |                       |

## Lançamento
Os dois primeiros episódios da série foram lançados nos cinemas no Reino Unido em 1 de novembro de 2016.[carece de fontes?] A primeira temporada foi lançada na Netflix em todo o mundo em sua totalidade em 4 de novembro de 2016. A 1ª temporada foi lançada em DVD e Blu-ray no Reino Unido em 16 de outubro de 2017 e mundialmente em 7 de novembro de 2017.